# Grenzkolonisation
Grenzkolonisation ist die älteste bekannte, von Siedlungskolonien ausgehende Kolonisationsform. Im Unterschied zu überseeischer Landgewinnung und vom Ausgangsland getrennten Kolonien erfolgt sie im Anschluss an bereits bestehende „höher entwickelte“ Zivilisationsräume. In der Neuzeit sind die Erschließung des australischen Kontinents, die Verdrängung der Indios aus der argentinischen Pampa und dem chilenischen Süden, die Eroberung des westlichen Nordamerikas durch die USA und Sibiriens durch Russland einige Beispiele für Grenzkolonisation oder Grenzkolonialismus, denn historisch ist „Kolonisation ohne Kolonialismus wohl nur selten möglich gewesen!“
Grenzkolonisation ist aber auch die vorwiegende Form, in der die Expansion Europas im Hochmittelalter stattfand. Sie wurde in ihrer Ausrichtung nach Ost- und Südosteuropa seit dem 19. Jahrhundert von deutschen Imperialtheoretikern im Wettbewerb mit den bereits existierenden europäischen Kolonialmächten noch vor der Gründung des ersten deutschen Nationalstaates als nachahmenswertes Vorbild für den Erwerb deutschen Kolonialgebietes propagiert.

## Begriff
„Grenzkolonisation“ ist ein Begriff, der im ersten deutschen Nationalstaat in den 1890er Jahren geprägt wurde. Das geschah in dem Augenblick, als Deutschland nach der bereits weitgehend erfolgten britischen und französischen Kolonisation sein Mitspracherecht bei der imperialistisch-kolonialistischen Aufteilung der Welt geltend machen wollte. Nachweisen lässt sich der Begriff in dem Umfeld des 1891 gegründeten Alldeutschen Verbandes, der sich unter anderem für die „Pflege und Unterstützung deutsch-nationaler Bestrebungen in allen Ländern, wo Angehörige unseres Volkes um die Behauptung ihrer Eigenart zu kämpfen haben, und Zusammenfassung aller Deutschen auf der Erde für diese Ziele“ und die „Förderung einer tatkräftigen deutschen Interessenpolitik in Europa und über See, insbes. auch Fortführung der deutschen Kolonialbewegung zu praktischen Ergebnissen“ einsetzte. Eine erste Verwendung zeigt sich in dem Buch „Großdeutschland und Mitteleuropa um das Jahr 1950“ des Vorsitzenden des „Alldeutschen Verbandes“ Ernst Hasse, das 1895 in zweiter Auflage erschien. Hasse war Professor für Statistik und Kolonialpolitik in Leipzig und Reichstagsabgeordneter. Er schrieb in dem Buch, dass das deutsche Volk mit „Grenzkolonisation seine Grenzpfähle“ nach Osten und Südosten pflanzen werde, weil dort „der Entwicklung des Deutschtums natürliche Grenzen nicht gesteckt“ seien. Eine wichtige und die wohl folgenreichste Verwendung fand der Begriff bei dem ebenfalls „alldeutsch“ organisierten Geographen Friedrich Ratzel, und zwar in seiner „Politischen Geographie“ von 1897. Auch für den Politiker und Publizisten Ottomar Schuchardt (1856–1939), Freund, Nachlassverwalter und erster Biograph von Constantin Frantz, war „Grenzkolonisation“ die für Deutschland „gebieterisch verlangte Besiedlungsform“.
Der geforderten Grenzkolonisation entsprach die Propagandaformel der Alldeutschen, dass „der alte Drang nach Osten wiederbelebt“ werden müsse.

## Geschichte
Die Siedlungskolonie zur Urbarmachung der Erde kann als Urtyp der Kolonie angesehen werden. Wolfgang Reinhard stellt fest, dass Kolonisation in der europäischen Tradition „als der Inbegriff der Geschichte betrachtet“ wurde. Dies sei in Anlehnung an das 1. Buch Mose 1, 28 geschehen: „Seid fruchtbar und mehret euch und erfüllet die Erde und macht sie euch untertan!“ Dabei sei jedoch übersehen worden, dass die zur Siedlung ins Auge gefassten Gegenden nirgends menschenleer waren, sondern dass dort Jäger, Sammler und Nomaden lebten, die der Ackerbauwirtschaft und den mit ihr verbundenen Eigentumsformen weichen mussten. Die Urbarmachung der Erde sei von daher in der Regel als ein Gewaltvorgang zu beschreiben, weil sie mit Verdrängung und Vernichtung vorausgehender Lebensformen einherging. Moderne Beispiele hierfür sieht Reinhard in den „Neusiedlungsländern von Amerika über Australien bis Palästina“.

### Mittelalterlicher Kolonialismus

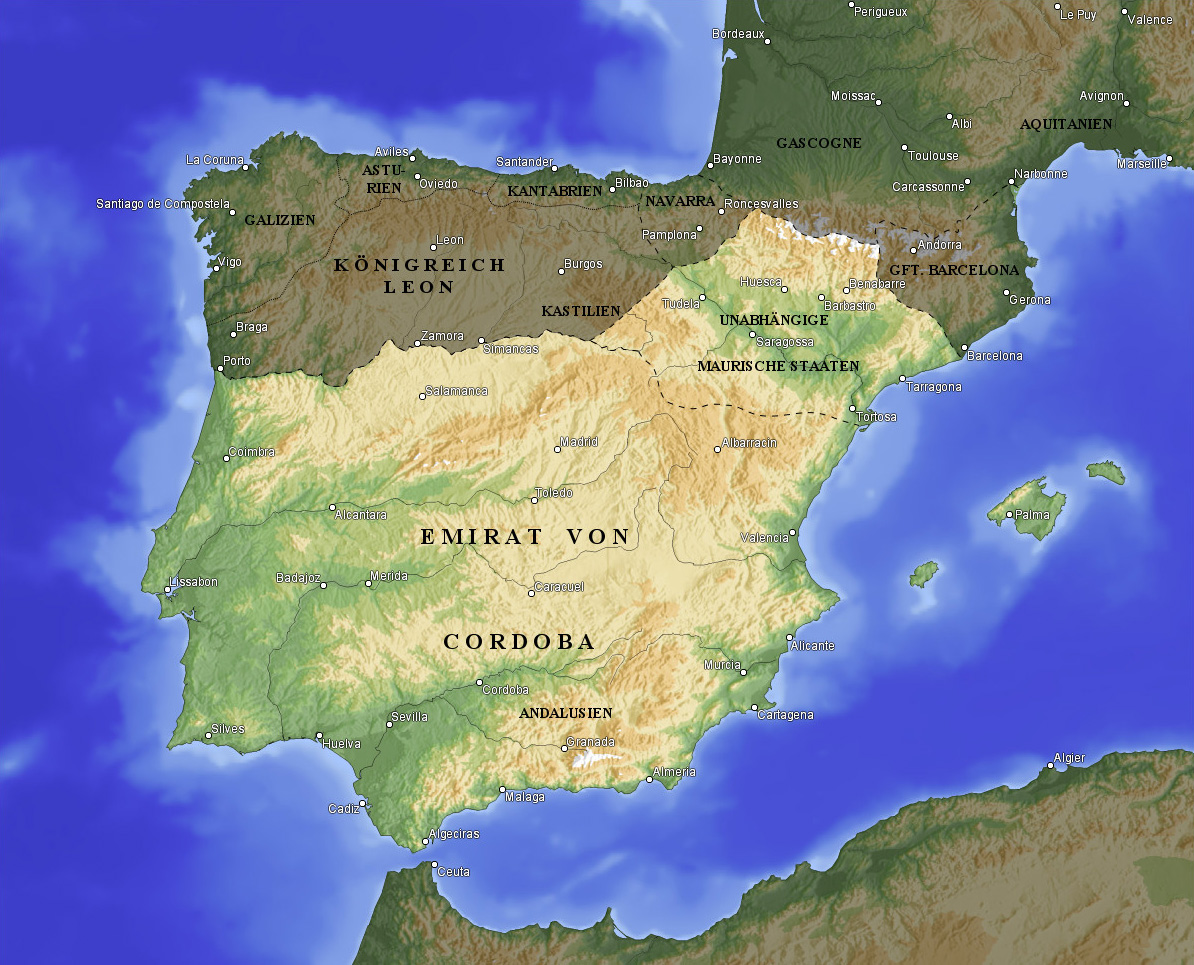
Das arabische al Andalus um 910

Der englische Historiker Robert Bartlett beschrieb 1993 die mittelalterliche Geschichte Europas unter der Überschrift The Making of Europe. Conquest, Colonization and Cultural Change, 950–1350 (deutsch 1996: Die Geburt Europas aus dem Geist der Gewalt. Eroberung, Kolonisierung und kultureller Wandel von 950–1350). Er geht davon aus, dass mit dem englischen Kolonialismus in der keltischen Welt (Wales, Irland, Schottland), der Ausdehnung des ‚deutschen‘ Siedlungsgebiets nach Osteuropa (vgl. Ostsiedlung), der Rückeroberung Spaniens (siehe Reconquista) und den Unternehmungen der Kreuzfahrer im östlichen Mittelmeerraum (siehe Outremer, Kreuzfahrerstaaten) neue Staaten geschaffen – Kastilien, Portugal, Böhmen, Jerusalem, Zypern, Sizilien und Thessalonike – und entfernte Landstriche an der Peripherie des Kontinents besiedelt wurden.

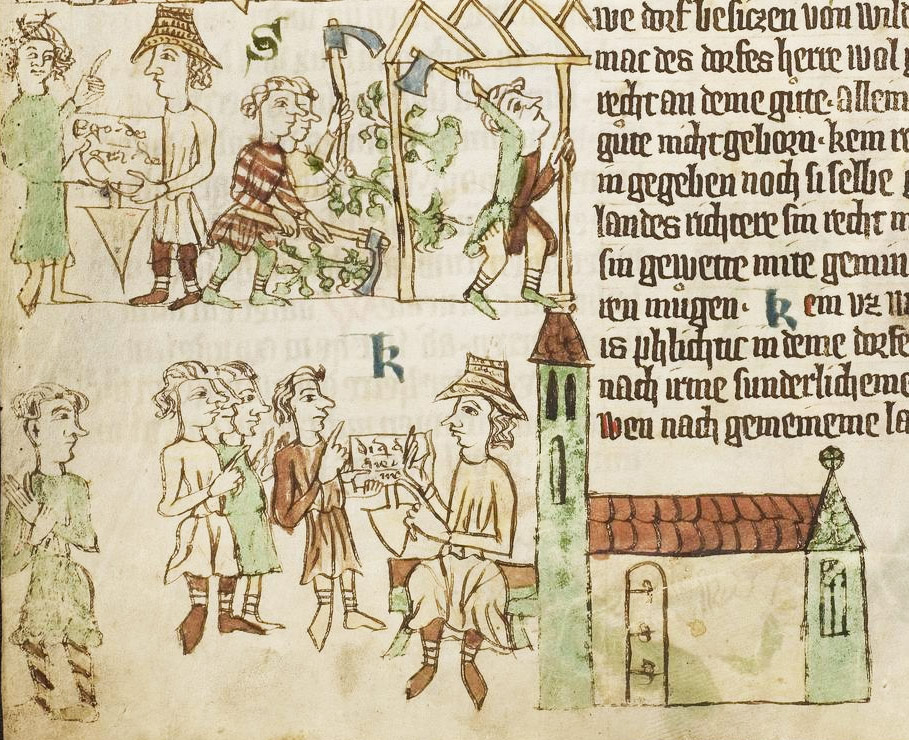
Szene aus dem Sachsenspiegel zeigt die deutsche Ostsiedlung um 1300

Während sich im 12. und 13. Jahrhundert durch Eroberung und Kolonisation ohne Unterstützung durch Königs- und Kaiserherrschaft das deutsche Siedlungsgebiet und die politische Einflusssphäre nahezu verdoppelt hätten, seien im 10. Jahrhundert die Ottonen entscheidend für die Expansion in den Osten gewesen. Dabei habe sich eine Vereinheitlichung Europas vollzogen, weil „kodifizierbare und übertragbare rechtliche Vorlagen es ermöglichten, neue Formen der gesellschaftlichen Organisation in ganz Europa zu verbreiten“. Beispiele hierfür seien das für viele Städte Osteuropas vorbildliche ‚deutsche‘ Stadtrecht, die Verpflanzung normannischer Gepflogenheiten nach Wales und die fueros (Siedlungsrecht) des christlichen Spaniens für die Reconquista-Städte.
Wichtig für die spätmittelalterliche Kolonisationserfahrung sei die seit dem 14. Jahrhundert in den osteuropäischen Grenzgebieten wie auch in Irland und Spanien aufkommende Fremdenfeindlichkeit, die als biologischer Rassismus entsprechende juristische Kodifizierung in Gestalt von Heiratsregeln, Zunftmitgliedschaften oder der in Spanien geforderten Limpieza de sangre („Reinheit des Blutes“) gegenüber Juden und Mauren erfahren habe. Vorausgegangen war dieser Verachtung der Fremden ihre Versklavung, was sich besonders in Sachsen zeigte, wo vom 10. bis ins 12. Jahrhundert „Sklavenjagden“ stattfanden, bei denen die Sachsen die benachbarten Slawen überfielen, ausplünderten und in die Sklaverei verschleppten und verkauften.
Insgesamt hätten die europäischen Christen im 15. und 16. Jahrhundert bei ihrem kolonisatorischen Aufbruch nach Übersee über alle Voraussetzungen verfügt, „einen der größten Eroberungs-, Kolonisierungs- und kulturellen Transformationsprozesse der Welt“ zu initiieren.

### Russland
Die russische Expansion im Zarenreich vom 16. bis zum 20. Jahrhundert zeigt nach Wolfgang Reinhard einen „unmittelbaren geographischen und historischen Zusammenhang mit der mittelalterlichen Ostkolonisation Europas“, wobei er die Besetzung Sibiriens „buchstäblich als Errichtung eines Neu-Europa“ bezeichnet. 

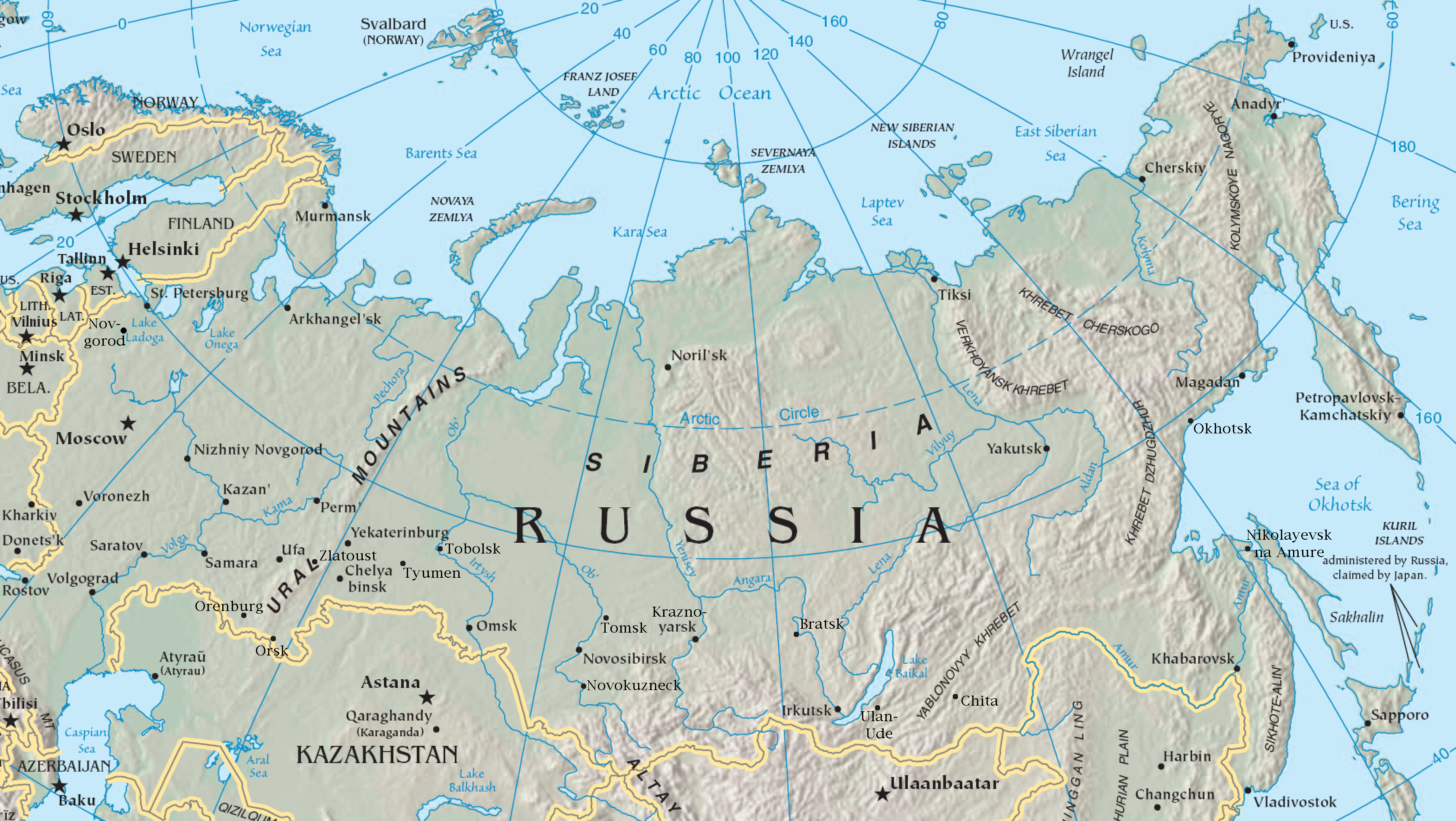
Topografische Übersicht Sibiriens, dazu der größte Teil des europäischen Russlands

Zu ihr habe in erheblichem Maße die vom Zaren schon im 16. Jahrhundert beauftragte Kaufmannsfamilie Stroganow beigetragen. Da die Kosaken als traditionelle Vorkämpfer der Grenzkriege über eine den Tataren und sibirischen Völkern vielfach überlegene Bewaffnung (Feuerwaffen) verfügt hätten, habe sich die Kolonisierung „nach Brutalität und rücksichtsloser Ausbeutung der Eingeborenen in keiner Weise von der spanischen Conquista“ unterschieden (siehe auch Jermak Timofejewitsch). Zwischen 1943 und Mai 1944 hatte die sowjetische Geheimpolizei außerdem ganze Volksgruppen, z. B. Kalmücken, Tataren, Tschetschenen, Inguschen und Balkaren, in Viehwaggons über Tausende von Kilometern nach Sibirien deportiert.
Durch Einwanderung sei Sibirien heute jedoch „seiner Bevölkerungszusammensetzung nach der ‚russischste‘ Teil nicht nur der ehemaligen Sowjetunion, sondern auch von Russland im engeren Sinn – ein typischer Befund für ein Neu-Europa“. Das Entstehen von weltweiten „Neu-Europa“ hat nach Wolfgang Reinhard in der Regel im 20. Jahrhundert deren Dekolonisierung verhindert.
Für Teile von Russland sieht das inzwischen anders aus. Dort habe sich seit 1990 ein ethnisch-nationaler Desintegrationsprozess abgespielt, der als Dekolonisation zu bezeichnen sei. Betroffen sind vor allem Gebiete in Kaukasien und Zentralasien, die in „durchaus kolonialistischer Weise“ Russlands Herrschaft unterworfen worden seien. Dort habe sich nichts anderes vollzogen als in den Unabhängigkeitskämpfen Vietnams, Algeriens oder Tanganjikas. So schrieb Avi Primor am 3. September 2008 in der Frankfurter Rundschau: 
„Heute erinnert Moskaus Sprache an die dunklen Zeiten des absoluten Nationalismus. Man spricht von verlorenen Territorien, von 80 Millionen Russen, die außerhalb russischer Grenzen leben müssen. Sollten diese 80 Millionen Menschen also auch Russland angehören? In Wirklichkeit hat Russland keine Territorien verloren, sondern musste den von ihm beherrschten Völkern die Unabhängigkeit gewähren, so wie die westlichen Kolonialmächte auf ihre Kolonien verzichten mussten. Auch sind außerhalb Russlands nicht unbedingt 80 Millionen Russen zu finden. In den südlich und nordwestlich Russlands gelegenen ehemaligen Sowjetrepubliken leben rund 17 Millionen russischsprachiger Menschen, die nicht alle unbedingt Russen sein wollen. Viele in Südossetien und Abchasien nehmen aus politischen Gründen russische Pässe an, ohne russischsprachig zu sein.“

### China
Die Han-Chinesen geben das Beispiel für den in der bisherigen Geschichte am längsten währenden Grenzkolonisationsprozess, indem sich ihre seit dem zweiten vorchristlichen Jahrtausend am unteren Gelben Fluss nachweisbare Kultur mit langen Unterbrechungen, aber kontinuierlich immer weiter ausbreitete. Han-Chinesen definieren sich als Ethnie vor allem als „die durch Identifikation mit den dominierenden Ausprägungen der chinesischen Kultur abgegrenzte Gruppe“ (Thomas Höllmann), „das heißt, sie können immer neue Gruppen assimilieren, die zur kulturellen Unterwerfung bereit oder gezwungen sind“. Im 19. und frühen 20. Jahrhundert erreichte die Ausbreitung der han-chinesischen Ackerbauzone „auf Kosten der Hirtenökonomie Innerasiens“ ihren Höhepunkt. Mit der Besetzung Tibets habe sich „die radikalste Form von Kommunismus auch als die radikalste Form von Kolonialismus und Sinozentrismus“ erwiesen.
Im Juli 2009 kam es zu schweren Auseinandersetzungen zwischen Han-Chinesen und einer anderen ethnischen Minderheit, nämlich den Uiguren, worin sich ein weiterer grenzkolonialismustypischer Konflikt zeigt.
Die starke Investitionstätigkeit Chinas brachte nämlich Hunderttausende han-chinesische Siedler nach Xinjiang. Sie beherrschen den modernen Wirtschaftssektor. Für Uiguren sowie Kasachen und Kirgisen der Region fehlen Aufstiegschancen. Viele Tausende verdingten sich deswegen als Arbeitskräfte in Billiglohn-Sektoren des Kernlandes. So wurde auch die uigurische Sprache in den Bildungseinrichtungen stark zurückgedrängt. Moscheen stehen – nach einer Periode relativer Liberalität – unter scharfer Kontrolle. Unter anderem wurde Jugendlichen unter 18 Jahren die Religionsausübung untersagt. Traditionelle Siedlungen und Kulturzentren wie die Großstadt Kaschgar wurden durch radikale Vernichtung der alten Bausubstanz „modernisiert“.

### Überseeische „Neu-Europa“

#### Algerien

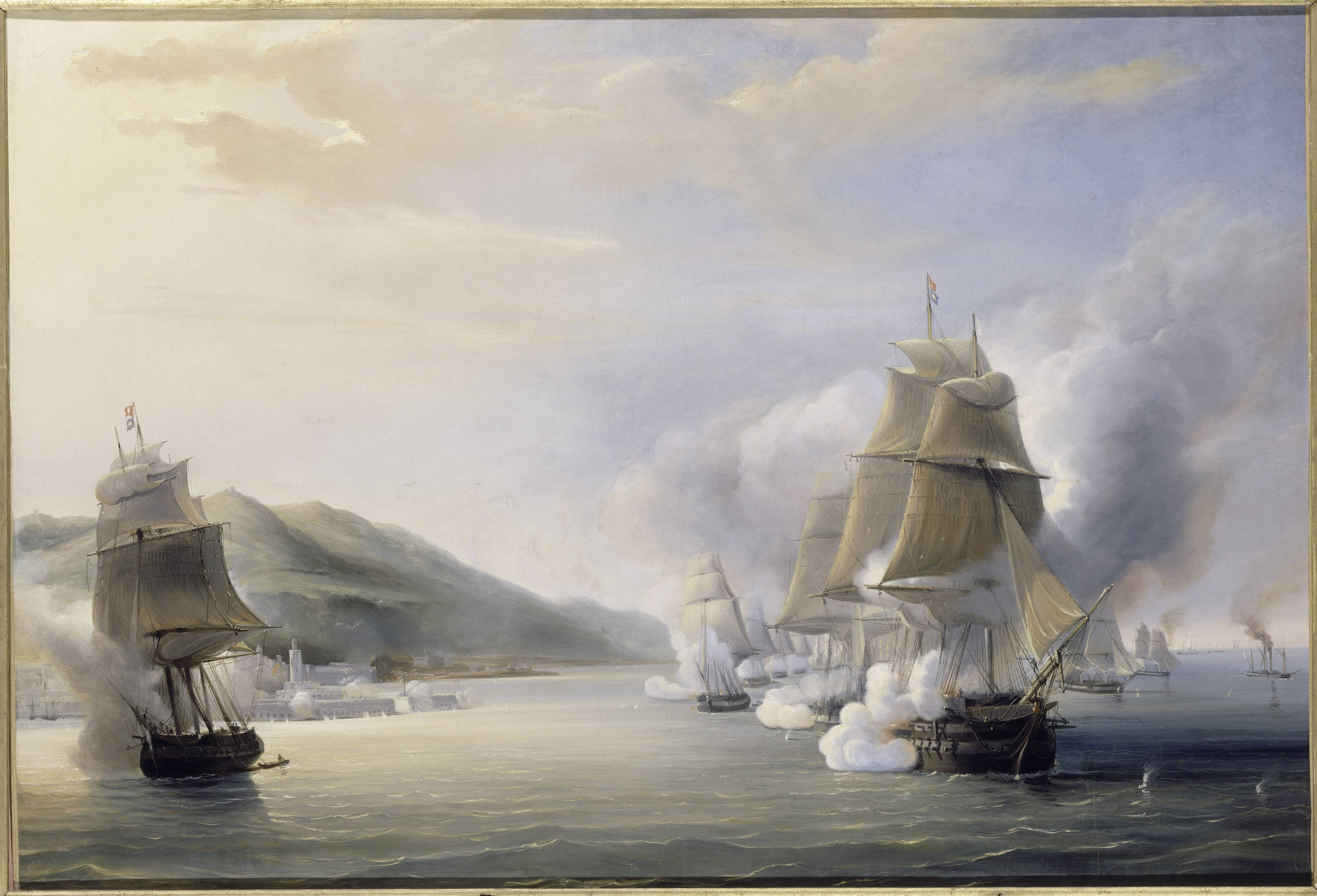
Beschuss von Algier durch französische Kriegsschiffe am 3. Juli 1830

Nach der französischen Eroberung von Algier 1830 waren die Voraussetzungen geschaffen, von dort aus in Algerien in nur durchs Mittelmeer getrennter geographischer Nachbarschaft zu Frankreich Siedlungskolonien zu bilden und dafür zu sorgen, ‚überlegene‘ Formen von Landwirtschaft gegenüber den ‚eingeborenen‘ und in erniedrigenden Fremdstereotypen wahrgenommenen Ackerbauern durchzusetzen. Wegen der unsicheren innenpolitischen Lage in Frankreich setzte eine gezielte Siedlungspolitik aber erst in den 1840er Jahren ein, motiviert durch die den Franzosen vom Britischen Weltreich beigebrachte Niederlage im Siebenjährigen Krieg und die Schmach, großen Kolonialbesitz an England verloren zu haben. Mit der Kolonisierung Algeriens sollte dafür Ausgleich geschaffen werden, um mit einem ersten Schritt wieder Anschluss an die Engländer zu finden.
Die Kolonisierungsdebatte zeigte auch die wichtige Funktion von Kolonisation zur Beruhigung der inneren sozialen Krisenstimmung und gleichzeitig den demographischen Aspekt, Auswanderung nach Übersee, vor allem nach Amerika und Kanada, wo sie fremde Volkswirtschaften bereichern würde, zu unterbinden (vgl. „Lebensraum-Politik“). Vielmehr sollten zur Auswanderung bereite Menschen auch aus anderen europäischen Ländern zur Kolonisierung Algeriens angeworben werden, so dass die französischen Siedler sich schließlich zur Hälfte aus Italienern und Spaniern zusammensetzten, aber ausschließlich mit dem französischen Mutterland verbunden blieben. Zu diesen Siedlern kamen dann seit 1871 die Elsässer und Lothringer, die nach dem deutschen Sieg im Deutsch-Französischen Krieg nicht zu Deutschland, sondern zu Frankreich gehören wollten. So stieg die Zahl der Kolonisten (französisch „colon“) bis zum Ende des 19. Jahrhunderts auf 500 000, während die der Algerier zwischen 1830 und 1872 von über 3 Millionen Einwohnern auf etwa 2 125 000 zurückgegangen war. Die Toten waren vor allem algerische Zivilpersonen, die nicht nur Krankheiten, sondern vor allem der eigens für Algerien zusammengestellten Armée d’Afrique zum Opfer fielen, zumal es den Franzosen um Landerwerb ging, was die Vertreibung der einheimischen Bevölkerung voraussetzte, die außerdem seit 1881 nach dem Code de l’indigénat („Gesetzeswerk für die Eingeborenen“, nach Olivier Le Cour Grandmaison „eine juristische Monstrosität“) jederzeit zur Zwangsarbeit herangezogen werden konnten. Die Vorgehensweise der „Armée d’Afrique“ fasst Le Cour Grandmaison so zusammen: „Die Zivilbevölkerungen und die entwaffneten Gefangenen massakrieren, deren Körper von den französischen Soldaten geläufigerweise verstümmelt werden und deren Köpfe und Ohren sie zur Schau stellen wie Trophäen, für die sie von ihren Vorgesetzten oft entlohnt werden; die Dörfer und Städte in Schutt und Asche legen, die Anbauflächen und Plantagen zerstören, schließlich die Überlebenden terrorisieren“. Kommentar von Guy de Maupassant in seinem Bericht über seine Algerienreise 1884 („Au soleil“): „Es ist sicher, dass die ursprüngliche Bevölkerung nach und nach verschwinden wird; unzweifelhaft auch, dass dieses Verschwinden für Algerien sehr nützlich sein wird, aber es ist empörend, in welcher Weise es sich vollzieht.“ Von den 7 Millionen Hektar nutzbarer Fläche gehörten nach 100 Jahren Kampf 2,9 Millionen fruchtbarsten Gebietes den französischen Siedlern.
Der Algerienkrieg von 1954 bis 1962 führte zur Unabhängigkeit des seit 1848 als Bestandteil Frankreichs betrachteten Gebietes. Für Wolfgang Reinhard der erstmalige Vorgang, dass eine Kolonie mit starkem Siedleranteil dekolonisiert wurde.

#### Amerika

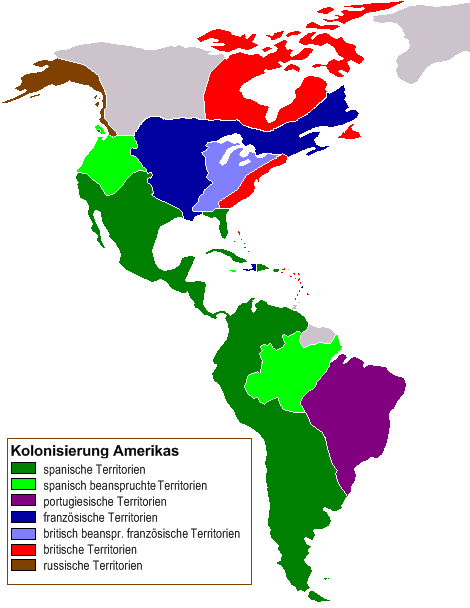
Karte der Territorien in Amerika, die 1750 von europäischen Großmächten beansprucht wurden.

Nach der europäischen Eroberung von Amerika und Australien galt in Nord- und Südamerika, teilweise in Australien, „das ungezähmte Faustrecht. Im permanenten Verdrängungskampf gegen die ‚Wilden‘ war Siedlern und paramilitärischen Killerkommandos (etwa den brasilianischen Bandeirantes) bis hin zum Völkermord jedes Mittel recht,“ wobei die strukturell gewaltsamste Form der Grenzkolonisation der „neuenglische Typ“ in den USA gewesen sei. Für dieses „Neu-Europa“ kommt deshalb eine Dekolonisierung nicht mehr in Frage, weil die Grenzkolonisation keine indigenen Völkerschaften hat überleben lassen, denen das Land zurückzugeben wäre.

##### Argentinien
Im südamerikanischen Cono Sur (Südkegel) fanden seit den 1820er Jahren so genannte Wüstenkampagnen (Campaña del Desierto) zur Ausrottung der Indianer statt, die wegen ihres nicht vollständigen Gelingens 1878 vom späteren Präsidenten von Argentinien Julio Argentino Roca fortgesetzt und bis 1884 vollendet wurden, um den „Fortschritt der Zivilisation“ zu gewährleisten. Bereits 1845 hatte es beim späteren Präsidenten Domingo Faustino Sarmiento geheißen, dass das argentinische wie kein anderes amerikanisches Volk berufen sei, „unverzüglich die Bevölkerung Europas aufzunehmen, das überläuft wie ein volles Glas“. So erklärte Roca 1879 vor dem Nationalkongress: „Der glänzendste Erfolg hat gerade diese Expedition gekrönt und hat auf diese Weise für immer diese weiten Territorien von der Herrschaft des Indios befreit. Jetzt breiten sie sich als glänzende Versprechen vor dem Einwanderer und dem ausländischen Kapital aus.“ Damit war das Territorium „gereinigt“, und „die ‚frontier‘ existierte nicht mehr“. Im Zentrum von Buenos Aires erinnert noch heute ein Denkmal in Gestalt von Roca an diesen in die nationale Tradition integrierten Völkermord als Heldentat. Eine der größten Städte Patagoniens trägt zur Erinnerung den Namen „General Roca“. Für den argentinischen Schriftsteller Osvaldo Bayer ist das, als ob man in Auschwitz ein Denkmal für Hitler errichtet hätte. In Buenos Aires gibt es jedoch ein „Holocaust“-Museum, da zur europäischen Einwanderung seit dem 19. Jahrhundert auch Juden gehörten. So gab es zum Beispiel, nachdem Juden schon seit 1846 eingewandert waren, unter der Präsidentschaft von Julio A. Roca Agenten in Europa, die Juden eigens in Russland, wo sie immer wieder Pogromen ausgeliefert waren, als Auswanderer anwarben.

##### Uruguay
In Uruguay, wo die letzte größere Indianergruppe 1831 vernichtet wurde, erinnert seit 1938 ein Denkmal in Montevideo an eine „Charrúa“-Indianerfamilie, die das Massaker überlebt hatte, versklavt und nach Frankreich verkauft wurde. Seit dem Jahr 2000 kommt der Erinnerung an die indianische Vergangenheit und den an den Indianern begangenen Völkermord im nationalen Gedächtnis ein neuer Stellenwert zu, so dass 2004 im Landesinneren ein Memorial an die Nation der Charrúa errichtet wurde. Bis dahin galt und gilt teilweise weiter: „In oberflächlicher Weise begründete die so genannte Ausrottung der Eingeborenen in Salsipuedes (1831) den Mythos des europäischen und weißen Uruguay, den die leitenden Klassen immer nährten, umso eher als die transatlantische Einwanderung in der Tat die Grundlagen des uruguayischen demographischen Wachstums bedeutete“ (Hugo Varela Brown, 11. April 2008). – Seit 1994 gibt es bemerkenswerterweise an hervorragender Stelle in Montevideo am Río de la Plata ein „Holocaust“-Monument, das einzige seiner Art in Lateinamerika, denn wie in Argentinien gehören Juden seit dem 19. Jahrhundert zur europäischen Einwanderergesellschaft.